# 杜瓦萨
杜瓦萨（法語：Doissat，法語發音：[dwasa]）是法国多尔多涅省的一个市镇，属于萨拉拉卡内达区。

## 地理
杜瓦萨（44°43'52"N, 1°4'8"E）面积15.3 平方千米，位于法国新阿基坦大区多爾多涅省，该省份为法国西南部内陆省份，是法國本土面积第三大的省，大致对应佩里戈尔地区，北起顺时针与夏朗德省、上维埃纳省、科雷兹省、洛特省、洛特-加龙省、吉倫特省和滨海夏朗德省接壤。
与杜瓦萨接壤的市镇（或旧市镇、城区）包括：格里沃、圣富瓦德贝尔韦斯、派德贝尔韦斯、圣洛朗拉瓦莱、圣庞蓬、贝斯、佩里戈尔地区普拉、奥尔利亚克。

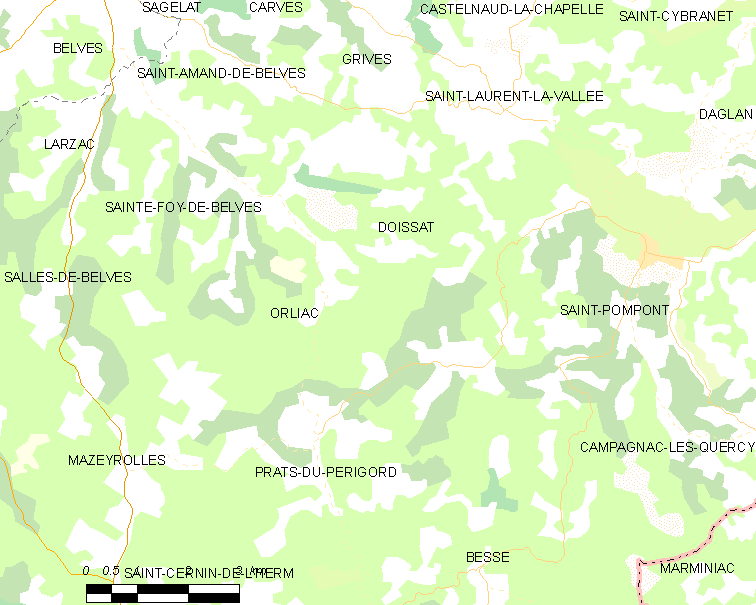
杜瓦萨的OSM定位图

杜瓦萨的时区为UTC+01:00、UTC+02:00（夏令时）。

## 行政
杜瓦萨的邮政编码为24170，INSEE市镇编码为24151。

## 政治
杜瓦萨所属的省级选区为多尔多涅河谷县。

## 人口

1962-2008年间杜瓦萨人口变化图示

杜瓦萨于2022年1月1日时的人口数量为101人。